# 155 mm M114
LIl 155 mm M114 è stato un obice trainato utilizzato dall'United States Army a cominciare dal 1942, come pezzo di artiglieria medio. Esso ha servito l'esercito statunitense durante la seconda guerra mondiale, la guerra di Corea, e la guerra del Vietnam, prima di essere sostituito dal 155 mm M198.

## Utilizzatori
- Afghanistan
- Argentina
- Brasile
- Bosnia ed Erzegovina
- Camerun
- Cile
- Corea del Sud
- Ecuador
- Filippine
- Iran
- Iraq
- Indonesia
- Libano
- Libia
- Malaysia
- Marocco
- Pakistan
- Perù
- Taiwan
- Thailandia
- Tunisia
- Turchia

 Venezuela
- Ejército Nacional de la República Bolivariana de Venezuela

in servizio al settembre 2018, ma in parte assegnati alla riserva.
- Vietnam

## Utilizzatori del passato
- Arabia Saudita
- Austria
- Belgio
- Canada
- Croazia
- Danimarca
- Francia
- Germania
- Giappone
- Giordania
- Grecia
- Israele
- Italia
- Laos
- Jugoslavia
- Portogallo
- Repubblica Khmer
- Singapore
- Spagna
- Stati Uniti
- Vietnam del Sud